# Herrarnas spelartrupper i handboll vid olympiska sommarspelen 2004
Nedan listas herrarnas spelartrupper i handboll vid olympiska sommarspelen 2004, samtliga åldrar och klubbar är vid tidpunkten för invigningen av de olympiska sommarspelen 2004 (14-29 augusti 2004).
| Innehållsförteckning | Innehållsförteckning | Innehållsförteckning | Innehållsförteckning |
| -------------------- | -------------------- | -------------------- | -------------------- |
| Brasilien            | Kroatien             | Egypten              | Frankrike            |
| Tyskland             | Grekland             | Ungern               | Island               |
| Sydkorea             | Ryssland             | Slovenien            | Spanien              |

## Grupp A och B

### Brasilien
Head coach: Valmir Fassina
| Nr | Pos. | Namn                       | Födelsedatum (ålder)     | Klubb                  |
| -- | ---- | -------------------------- | ------------------------ | ---------------------- |
| 2  | V9   | Jaqson Kojoroski           | 3 januari 1979 (25 år)   | IMES Sao Caetano       |
| 4  | H6   | Adalberto Silva            | 12 maj 1979 (25 år)      | Metodista Sao Bernardo |
| 5  | H9   | Jose Nascimento            | 16 mars 1966 (38 år)     | Metodista Sao Bernardo |
| 6  | V6   | Jair Henrique Alves Junior | 1 oktober 1978 (25 år)   | Unifil Londrina        |
| 7  | H6   | Renato Tupan               | 7 juni 1979 (25 år)      | HSC Landwehrhagen      |
| 8  | V9   | Bruno Souza                | 27 juni 1977 (27 år)     | FA Göppingen           |
| 9  | V9   | Agberto Matos              | 8 april 1972 (32 år)     | Metodista Sao Bernardo |
| 10 | H6   | Helio Justino              | 23 juli 1972 (32 år)     | Metodista Sao Bernardo |
| 11 | M6   | Daniel Baldacin            | 6 maj 1977 (27 år)       | Metodista Sao Bernardo |
| 12 | MV   | Alexandre Vasconcelos      | 19 december 1978 (25 år) | IMES Sao Caetano       |
| 14 | M9   | Ivan Bruno Maziero         | 1 juni 1969 (35 år)      | Metodista Sao Bernardo |
| 15 | H9   | Eduardo Henrique Reis      | 7 mars 1970 (34 år)      | IMES Sao Caetano       |
| 16 | MV   | Marcos Paulo Santos        | 26 maj 1976 (28 år)      | Metodista Sao Bernardo |
| 18 | M9   | Bruno Santana              | 27 februari 1982 (22 år) | EC Pinheiros           |
| 20 | M9   | Gustavo Henrique Silva     | 28 april 1979 (25 år)    | EC Pinheiros           |

### Kroatien
Head coach: Lino Červar
| Nr | Pos. | Namn              | Födelsedatum (ålder)      | Klubb                |
| -- | ---- | ----------------- | ------------------------- | -------------------- |
| 1  | MV   | Venio Losert      | 25 juli 1976 (28 år)      | Granollers           |
| 2  | V6   | Nikša Kaleb       | 9 mars 1973 (31 år)       | RK Zagreb            |
| 4  | M9   | Ivano Balić       | 1 april 1979 (25 år)      | Portland San Antonio |
| 6  | V9   | Blaženko Lacković | 25 december 1980 (23 år)  | SG Flensburg         |
| 7  | H6   | Vedran Zrnić      | 26 september 1979 (24 år) | RK Gorenje Velenje   |
| 9  | M6   | Igor Vori         | 20 september 1980 (23 år) | RK Zagreb            |
| 10 | V9   | Davor Dominiković | 7 april 1978 (26 år)      | SG Kronau Östringen  |
| 11 | H6   | Mirza Džomba      | 28 februari 1977 (27 år)  | BM Ciudad Real       |
| 12 | MV   | Vlado Šola        | 17 november 1968 (35 år)  | KC Fotex Veszprem    |
| 14 | H9   | Drago Vuković     | 3 augusti 1983 (21 år)    | RK Zagreb            |
| 15 | M9   | Slavko Goluža     | 17 september 1971 (32 år) | KC Fotex Veszprem    |
| 16 | MV   | Valter Matošević  | 11 juni 1970 (34 år)      | Wilhelmshavener HV   |
| 17 | V6   | Goran Šprem       | 6 juli 1979 (25 år)       | RK Zagreb            |
| 18 | M9   | Denis Špoljarić   | 20 augusti 1979 (24 år)   | RK Zagreb            |
| 19 | H9   | Petar Metličić    | 25 december 1976 (27 år)  | CB Ademar León       |

### Egypten
Head coach: Jorn-Uwe Lommel
| Nr | Pos. | Namn                 | Födelsedatum (ålder)     | Klubb               |
| -- | ---- | -------------------- | ------------------------ | ------------------- |
| 1  | MV   | Mohamad Sharaf Eldin | 23 december 1974 (29 år) | Zamalek SC          |
| 2  | V9   | Abdalla Mohamed      | 26 augusti 1978 (25 år)  | Zamalek SC          |
| 6  | H6   | Ahmed El Ahmar       | 27 januari 1984 (20 år)  | Zamalek SC          |
| 7  | H9   | Saber Hussein        | 20 februari 1974 (30 år) | Al Ahly SC          |
| 8  | M6   | Wael Fahim           | 1 januari 1976 (28 år)   | Zamalek SC          |
| 10 | H6   | Sherif Moemen        | 29 april 1974 (30 år)    | Aviation SC         |
| 11 | V6   | Ramy Youssef         | 13 mars 1980 (24 år)     | Zamalek SC          |
| 12 | MV   | Mohamed Nakib        | 6 april 1974 (30 år)     | El-Olympi           |
| 13 | H9   | Mahmoud Karam        | 17 november 1982 (21 år) | Al Ahly SC          |
| 14 | M6   | Marwan Ragab         | 3 augusti 1974 (30 år)   | Sporting Alexandria |
| 15 | V9   | Mohamed Abdel Salam  | 12 januari 1982 (22 år)  | Zamalek SC          |
| 17 | V6   | Mohamed Keshk        | 18 april 1980 (24 år)    | Aviation SC         |
| 18 | M9   | Hany El-Fakharany    | 6 april 1978 (26 år)     | Al Ahly SC          |
| 19 | M9   | Hassan Yosry         | 17 juli 1978 (25 år)     | Zamalek SC          |
| 20 | V9   | Hussein Zaky         | 1 mars 1979 (25 år)      | BM Ciudad Real      |

### Frankrike
Head coach: Claude Onesta
| Nr | Pos. | Namn               | Födelsedatum (ålder)     | Klubb                |
| -- | ---- | ------------------ | ------------------------ | -------------------- |
| 1  | MV   | Yohann Ploquin     | 31 maj 1978 (26 år)      | Toulouse Union HB    |
| 2  | V9   | Jérôme Fernandez   | 7 mars 1977 (27 år)      | FC Barcelona         |
| 3  | M6   | Didier Dinart      | 18 januari 1977 (27 år)  | BM Ciudad Real       |
| 4  | H9   | Cédric Burdet      | 15 november 1974 (29 år) | VfL Gummersbach      |
| 5  | M9   | Guillaume Gille    | 12 juli 1976 (28 år)     | HSV Hamburg          |
| 6  | M6   | Bertrand Gille     | 24 mars 1978 (26 år)     | HSV Hamburg          |
| 7  | M6   | Guéric Kervadec    | 9 januari 1972 (32 år)   | US Creteil           |
| 8  | V9   | Daniel Narcisse    | 16 december 1979 (24 år) | Chambéry Savoie HB   |
| 9  | H6   | Grégory Anquetil   | 14 december 1970 (33 år) | Montpellier HB       |
| 11 | V6   | Olivier Girault    | 22 februari 1973 (31 år) | Paris HB             |
| 13 | V9   | Nikola Karabatić   | 11 april 1984 (20 år)    | Montpellier HB       |
| 16 | MV   | Thierry Omeyer     | 2 november 1976 (27 år)  | Montpellier HB       |
| 17 | M9   | Jackson Richardson | 16 juni 1969 (35 år)     | Portland San Antonio |
| 18 | H6   | Joël Abati         | 25 april 1971 (33 år)    | SC Magdeburg         |
| 21 | V6   | Michaël Guigou     | 28 januari 1982 (22 år)  | Montpellier HB       |

### Tyskland
Coach: Heiner Brand
| Nr | Pos. | Namn                  | Födelsedatum (ålder)      | Klubb                |
| -- | ---- | --------------------- | ------------------------- | -------------------- |
| 1  | MV   | Henning Fritz         | 21 september 1974 (29 år) | THW Kiel             |
| 2  | V9   | Pascal Hens           | 26 mars 1980 (24 år)      | HSV Hamburg          |
| 4  | M6   | Mark Dragunski        | 22 december 1970 (33 år)  | VfL Gummersbach      |
| 5  | V6   | Stefan Kretzschmar    | 17 februari 1973 (31 år)  | SC Magdeburg         |
| 7  | V9   | Jan Olaf Immel        | 14 mars 1976 (28 år)      | SG Wallau-Massenheim |
| 8  | M6   | Christian Schwarzer   | 23 oktober 1969 (34 år)   | TBV Lemgo            |
| 9  | M6   | Klaus-Dieter Petersen | 6 november 1968 (35 år)   | THW Kiel             |
| 10 | V9   | Frank von Behren      | 28 september 1976 (27 år) | VfL Gummersbach      |
| 11 | H9   | Volker Zerbe          | 30 juni 1968 (36 år)      | TBV Lemgo            |
| 12 | MV   | Christian Ramota      | 14 april 1973 (31 år)     | TBV Lemgo            |
| 13 | M9   | Markus Baur           | 22 januari 1971 (33 år)   | TBV Lemgo            |
| 14 | H9   | Christian Zeitz       | 18 november 1980 (23 år)  | THW Kiel             |
| 15 | V6   | Torsten Jansen        | 23 december 1976 (27 år)  | HSV Hamburg          |
| 18 | V9   | Daniel Stephan        | 3 augusti 1973 (31 år)    | TBV Lemgo            |
| 19 | H6   | Florian Kehrmann      | 26 juni 1977 (27 år)      | TBV Lemgo            |

### Grekland
Coach: Ulf Hakan Schefvert
| Nr | Pos. | Namn                      | Födelsedatum (ålder)     | Klubb                   |
| -- | ---- | ------------------------- | ------------------------ | ----------------------- |
| 2  | V6   | Evangelos Voglis          | 17 december 1977 (26 år) | Djurgårdens IF          |
| 4  | H6   | Dimitrios Tzimourtos      | 10 februari 1981 (23 år) | Filippos AC Veria       |
| 6  | H9   | Alexandros Vasilakis      | 8 augusti 1979 (25 år)   | Wilhelmshavener HV      |
| 7  | V6   | Giorgos Zaravinas         | 13 juni 1976 (28 år)     | Panellinios             |
| 8  | V6   | Gregor Chatsatourian      | 19 april 1977 (27 år)    | Doukas                  |
| 9  | V9   | Spyros Balomenos          | 28 februari 1979 (25 år) | IF Guif Stockholm       |
| 10 | M6   | Nikolaos Kokolodimitrakis | 7 april 1981 (23 år)     | Ionikos                 |
| 11 | M9   | Nikolaos Grammatikos      | 13 oktober 1969 (34 år)  | Panellinios             |
| 12 | MV   | Dimitrios Kaffatos        | 20 mars 1976 (28 år)     | Ionikos Nea Filadelphia |
| 13 | M9   | Sasa Zivoulovic           | 14 april 1972 (32 år)    | Doukas                  |
| 14 | V9   | Andreas Troupis           | 5 april 1973 (31 år)     | Panellinios             |
| 16 | MV   | Jiotsa Chrysopoulos       | 29 juli 1969 (35 år)     | Barakaldo UPV Bilbao    |
| 17 | M6   | Giorgos Chalkidis         | 13 maj 1977 (27 år)      | Panellinios             |
| 19 | H9   | Alexis Alvanos            | 9 april 1980 (24 år)     | Panellinios             |
| 20 | H6   | Savvas Karypidis          | 23 maj 1979 (25 år)      | Filippos AC Veria       |

### Ungern
Coach: László Skaliczky
| Nr | Pos. | Namn             | Födelsedatum (ålder)      | Klubb                 |
| -- | ---- | ---------------- | ------------------------- | --------------------- |
| 1  | MV   | János Szathmári  | 25 mars 1969 (35 år)      | Tatabánya-Carbonex KC |
| 2  | H6   | Gergely Harsányi | 3 maj 1981 (23 år)        | PLER KC               |
| 3  | V9   | Ferenc Ilyés     | 20 december 1981 (22 år)  | SC Pick Szeged        |
| 4  | M9   | Gábor Császár    | 16 juni 1984 (20 år)      | Dunaferr SE           |
| 5  | M6   | Richárd Mezei    | 23 oktober 1970 (33 år)   | SC Pick Szeged        |
| 6  | H9   | Tamás Mocsai     | 9 december 1978 (25 år)   | Pfadi Winterthur      |
| 7  | M6   | Gyula Gál        | 18 augusti 1976 (27 år)   | Fotex KC Veszprém     |
| 8  | V6   | Gergő Iváncsik   | 30 november 1981 (22 år)  | Fotex KC Veszprém     |
| 12 | MV   | Nándor Fazekas   | 16 oktober 1976 (27 år)   | TuS N-Lübbecke        |
| 13 | M9   | Ivo Díaz         | 10 maj 1972 (32 år)       | Fotex KC Veszprém     |
| 14 | V9   | Carlos Pérez     | 26 augusti 1971 (32 år)   | Fotex KC Veszprém     |
| 15 | V6   | István Pásztor   | 5 juni 1971 (33 år)       | Fotex KC Veszprém     |
| 17 | H9   | Balázs Laluska   | 20 juni 1981 (23 år)      | SC Pick Szeged        |
| 19 | H9   | László Nagy      | 3 mars 1981 (23 år)       | FC Barcelona          |
| 24 | M9   | Péter Lendvay    | 15 september 1976 (27 år) | SD Octavio            |

### Island
Förbundskapten: Guðmundur Guðmundsson
| Nr | Pos. | Namn                     | Födelsedatum (ålder)      | Klubb                |
| -- | ---- | ------------------------ | ------------------------- | -------------------- |
| 1  | MV   | Roland Eradze            | 7 maj 1971 (33 år)        | Valur                |
| 2  | M6   | Róbert Sighvatsson       | 13 november 1972 (31 år)  | HSG Wetzlar          |
| 3  | M9   | Kristján Andrésson       | 27 mars 1981 (23 år)      | IF Guif              |
| 4  | M9   | Einar Örn Jónsson        | 28 december 1976 (27 år)  | SG Wallau-Massenheim |
| 5  | M6   | Sigfús Sigurðsson        | 7 maj 1975 (29 år)        | SC Magdeburg         |
| 6  | V9   | Dagur Sigurðsson         | 3 april 1973 (31 år)      | A1 Bregenz           |
| 8  | H6   | Gylfi Gylfason           | 22 september 1977 (26 år) | Wilhelmshavener HV   |
| 9  | V6   | Guðjón Valur Sigurðsson  | 8 augusti 1979 (25 år)    | TUSEM Essen          |
| 10 | M9   | Snorri Steinn Guðjónsson | 17 oktober 1981 (22 år)   | TV Grosswallstadt    |
| 11 | H9   | Ólafur Stefánsson        | 3 juli 1973 (31 år)       | BM Ciudad Real       |
| 12 | MV   | Guðmundur Hrafnkelsson   | 22 januari 1965 (39 år)   | SG Kronau/Östringen  |
| 13 | V9   | Rúnar Sigtryggsson       | 7 april 1972 (32 år)      | ThSV Eisenach        |
| 15 | H9   | Ásgeir Örn Hallgrímsson  | 17 februari 1984 (20 år)  | Haukar               |
| 17 | V9   | Jaliesky García Padron   | 28 januari 1975 (29 år)   | FA Göppingen         |
| 18 | M6   | Róbert Gunnarsson        | 22 maj 1980 (24 år)       | Aarhus GF            |

### Sydkorea
Coach: Kim Tae-hoon
| Nr | Pos. | Namn            | Födelsedatum (ålder)      | Klubb                   |
| -- | ---- | --------------- | ------------------------- | ----------------------- |
| 1  | MV   | Han Kyung-tai   | 11 april 1975 (29 år)     | BSV Bern Muri           |
| 5  | V6   | Kim Tea-wan     | 15 februari 1980 (24 år)  | Chungcheong HB          |
| 6  | H6   | Kim Sung-heon   | 2 september 1974 (29 år)  | Daido Steel             |
| 7  | V9   | Yoon Kyung-min  | 31 oktober 1979 (24 år)   | Chungcheong HB          |
| 8  | V9   | Lim Duk-jun     | 30 augusti 1980 (23 år)   | Doosan Handball Club    |
| 9  | H9   | Choi Seung-wook | 13 mars 1982 (22 år)      | Doosan Handball Club    |
| 10 | M6   | Park Chan-yong  | 1 januari 1980 (24 år)    | HC Korosa               |
| 11 | V9   | Oh Yun-suk      | 1 mars 1984 (20 år)       | Sungkyunkwan University |
| 12 | MV   | Lee Chang-woo   | 12 maj 1983 (21 år)       | Kyung Hee University    |
| 13 | H9   | Yoon Kyung-shin | 7 juli 1973 (31 år)       | VfL Gummersbach         |
| 14 | M6   | Park Min-chul   | 23 december 1974 (29 år)  | Chungcheong HB          |
| 15 | V6   | Lee Tea-young   | 25 november 1977 (26 år)  | HC Korosa               |
| 17 | M9   | Lee Jae-woo     | 28 september 1979 (24 år) | HC Korosa               |
| 19 | H6   | Ji Seung-hyun   | 7 januari 1979 (25 år)    | Doosan Handball Club    |
| 20 | M9   | Paek Won-chul   | 10 januari 1977 (27 år)   | Daido Steel             |

### Ryssland
Coach: Vladimir Maksimov
| Nr | Pos. | Namn                 | Födelsedatum (ålder)     | Klubb                   |
| -- | ---- | -------------------- | ------------------------ | ----------------------- |
| 1  | MV   | Andrej Lavrov        | 26 mars 1962 (42 år)     | SG Kronau/Östringen     |
| 3  | M9   | Vitalij Ivanov       | 3 februari 1976 (28 år)  | GK Tjechovskije Medvedi |
| 5  | M9   | Oleg Kulesjov        | 15 april 1974 (30 år)    | SC Magdeburg            |
| 6  | H6   | Denis Krivosjlykov   | 10 maj 1971 (33 år)      | CB Ademar León          |
| 8  | H9   | Aleksandr Tutjkin    | 15 juli 1964 (40 år)     | Filippos Veria          |
| 9  | V6   | Vasilij Kudinov      | 17 februari 1969 (35 år) | Lukoil Dinamo           |
| 10 | H6   | Pavel Basjkin        | 1 september 1978 (25 år) | Lukoil Dinamo           |
| 11 | M6   | Dmitrij Torgovanov   | 5 januari 1972 (32 år)   | TUSEM Essen             |
| 13 | M9   | Aleksandr Gorbatikov | 4 juni 1982 (22 år)      | Lukoil Dinamo           |
| 15 | V9   | Aleksej Rastvortsev  | 8 augusti 1978 (26 år)   | GK Tjechovskije Medvedi |
| 16 | MV   | Aleksej Kostygov     | 5 juli 1973 (31 år)      | GK Tjechovskije Medvedi |
| 18 | H9   | Vjatjeslav Gorpisjin | 20 januari 1970 (34 år)  | TSG Friesenheim         |
| 19 | H9   | Sergej Pogorelov     | 2 juni 1974 (30 år)      | BM Ciudad Real          |
| 20 | M6   | Michail Tjipurin     | 17 november 1980 (23 år) | GK Tjechovskije Medvedi |
| 23 | V6   | Eduard Koktjarov     | 4 november 1975 (28 år)  | Celje Pivovarna Laško   |

### Slovenien
Coach: Tone Tiselj
| Nr | Pos. | Namn            | Födelsedatum (ålder)     | Klubb                 |
| -- | ---- | --------------- | ------------------------ | --------------------- |
| 1  | MV   | Dušan Podpečan  | 12 oktober 1975 (28 år)  | RK Gorenje            |
| 2  | V9   | Miladin Kozlina | 11 februari 1983 (21 år) | Celje Pivovarna Laško |
| 4  | H9   | Renato Vugrinec | 9 juni 1975 (29 år)      | Celje Pivovarna Laško |
| 5  | V6   | Zoran Jovičič   | 4 november 1976 (27 år)  | RK Prevent            |
| 6  | V6   | Andrej Kastelic | 6 april 1971 (33 år)     | RD Prule 67           |
| 7  | V6   | Vid Kavtičnik   | 24 maj 1984 (20 år)      | RK Gorenje            |
| 8  | M6   | Marko Oštir     | 7 juni 1977 (27 år)      | RK Gorenje            |
| 9  | H9   | Jure Natek      | 30 mars 1982 (22 år)     | Celje Pivovarna Laško |
| 13 | M6   | Tomaž Tomšič    | 17 augusti 1972 (31 år)  | US Ivry Handball      |
| 14 | V9   | Siarhei Rutenka | 29 augusti 1981 (22 år)  | Celje Pivovarna Laško |
| 15 | V9   | Aleš Pajovič    | 6 januari 1979 (25 år)   | BM Ciudad Real        |
| 16 | MV   | Beno Lapajne    | 10 juni 1973 (31 år)     | RK Gold Club          |
| 17 | H6   | Matjaž Brumen   | 23 december 1982 (21 år) | Celje Pivovarna Laško |
| 18 | M9   | Uroš Zorman     | 9 januari 1980 (24 år)   | Celje Pivovarna Laško |
| 20 | H6   | Luka Žvižej     | 9 december 1980 (23 år)  | FC Barcelona          |

### Spanien
Coach: Cesar Argiles
| Nr | Pos. | Namn                  | Födelsedatum (ålder)      | Klubb                |
| -- | ---- | --------------------- | ------------------------- | -------------------- |
| 1  | MV   | José Javier Hombrados | 7 april 1972 (32 år)      | BM Ciudad Real       |
| 2  | V9   | Alberto Entrerríos    | 7 november 1976 (27 år)   | BM Ciudad Real       |
| 6  | V6   | Xavier O'Callaghan    | 2 mars 1972 (32 år)       | FC Barcelona Handbol |
| 8  | H9   | Jon Belaustegui       | 19 mars 1979 (25 år)      | HSV Hamburg          |
| 9  | H9   | Mateo Garralda        | 1 december 1969 (34 år)   | Portland San Antonio |
| 10 | M9   | Talant Dujshebaev     | 6 februari 1968 (36 år)   | BM Ciudad Real       |
| 11 | M9   | Demetrio Lozano       | 26 september 1975 (28 år) | THW Kiel             |
| 13 | H6   | Fernando Hernández    | 24 februari 1973 (31 år)  | FC Barcelona Handbol |
| 14 | M6   | Juan Pérez            | 3 januari 1974 (30 år)    | Portland San Antonio |
| 15 | M6   | Manuel Colón          | 18 februari 1977 (27 år)  | Ademar Leon          |
| 16 | MV   | David Barrufet        | 4 juni 1970 (34 år)       | FC Barcelona Handbol |
| 17 | V6   | Juanín García         | 28 augusti 1977 (26 år)   | Ademar Leon          |
| 18 | V9   | Iker Romero           | 15 juni 1980 (24 år)      | FC Barcelona Handbol |
| 19 | M6   | Rolando Urios         | 27 januari 1971 (33 år)   | BM Ciudad Real       |
| 20 | H6   | Antonio Carlos Ortega | 14 juli 1971 (33 år)      | FC Barcelona         |